# Ongedifferentieerde somatoforme stoornis
Een ongedifferentieerde somatoforme stoornis is een psychische aandoening die in het DSM-IV was ingedeeld bij de somatoforme stoornissen. Deze stoornis wordt gekenmerkt door lichamelijke klachten die niet of niet volledig kunnen worden verklaard uit een bekende lichamelijke oorzaak. 

## Criteria
De DSM-IV vermeldde de volgende criteria voor de ongedifferentieerde somatoforme stoornis:
- A. Een of meer fysiologische klachten (bijvoorbeeld vermoeidheid, verlies van eetlust, problemen met het maag-darmkanaal of urinewegen).
- B. Een van de twee volgende criteria is geldig:

1. De symptomen kunnen na onderzoek niet volledig worden verklaard door een somatische aandoening of de directe gevolgen van inname van een substantie (bijvoorbeeld drugs of medicijnen).
2. Als er een somatische aandoening is geconstateerd, zijn de fysiologische klachten of resulterende problemen in de sociale omgang of het werk veel ernstiger dan verwacht kan worden op grond van de medische historie, fysiologische onderzoek of laboratoriumonderzoek.

- C. De symptomen veroorzaken klinisch duidelijk lijden of problemen in de sociale omgang, op het werk of op andere belangrijke terreinen.
- D. De duur van de stoornis is minimaal zes maanden.
- E. De stoornis is niet uitsluitend te verklaren als onderdeel van een andere psychische aandoening (bijvoorbeeld een andere somatoforme stoornis, seksuele disfunctie, stemmingsstoornis, angststoornis, slaapstoornis of psychotische stoornis).
- F. De symptomen zijn niet met opzet nagebootst of opgewekt (zoals bij een nagebootste stoornis of simulatie).

## Kritiek en aanpassingen
Net als bij alle somatoforme stoornissen was een punt van kritiek dat deze diagnose werd gesteld op basis van de afwezigheid van een lichamelijke verklaring voor de klachten, en niet op de aanwezigheid van psychische factoren. Ook suggereren de criteria een scheiding tussen lichaam en geest, terwijl lichamelijke en psychische factoren beiden betrokken zijn bij gezondheidsproblemen. In de DSM-5 is deze diagnose dan ook opgegaan in de nieuwe diagnose Somatisch-symptoomstoornis, en zijn de criteria gewijzigd . Allereerst is het voor deze stoornis niet meer van belang of de lichamelijke klachten wel of niet verklaard zijn door een lichamelijke oorzaak. Daarnaast dient er ook sprake te zijn van niet-behulpzame gedachten, gevoelens of gedragingen.